# Harry Hjalmarsson
Harry H. Hjalmarsson, född 19 maj 1907 i Köping, död 1986, var en svensk direktör inom konsumentkooperationen.
Efter studentexamen 1928 var Hjalmarsson anställd vid Konsum i Västerås, Halmstad och Boden. Han var därefter assistent vid Vår Gård från 1933, direktörsassistent vid Konsum Västerås från 1935, distriktsrevisor vid Kooperativa förbundet 1936, avtalskonsulent 1938, personalchef 1941 och från 1943 vd för KF:s förhandlingsorganisation.
År 1945 blev Hjalmarsson direktör för Konsum Örebro. Här drev han på för sammanslagning och rationalisering inom kooperationen.
Den 1 juli 1956 tillträdde Hjalmarsson som verkställande direktör för hela Kooperativa förbundet när han efterträdde Albin Johansson. Han avgick under 1971.
Hjalmarsson satt även i flera bolagsstyrelser och var bland annat styrelseordförande i Oljekonsumenterna och ledamot i Statsföretag.